# Kerivoula krauensis
Kerivoula krauensis is een vleermuis uit het geslacht Kerivoula die voorkomt in het reservaat Krau in de Maleisische staat Pahang. De soortnaam krauensis "behorend tot Krau" verwijst ook naar dit reservaat. Er zijn sinds 1991 ongeveer 50 exemplaren gevangen.
De soort lijkt op Kerivoula hardwickii, maar verschilt in vachtkleur. De haarwortels zijn zwart, de punten (het bovenste tiende deel van de haar) zijn aan de bovenkant goudkleurig tot geelbruin en aan de onderkant geelwit. De schedel is ook wat kleiner dan bij K. hardwickii. Het dier heeft een lange, wollige vacht. De oren zijn kort en trechtervormig. Het gezicht is bruinachtig, met een gele klier tussen de ogen en de neus. De vleugels en de staartmembranen zijn donkerbruin. Het dier heeft brede voeten die met lange gouden haren bedekt zijn. De voorarmlengte bedraagt voor mannetjes 28,2 tot 33,3 (gemiddeld 29,9) mm en voor vrouwtjes 30,6 (28,9 tot 32,1) mm, het gewicht voor mannetjes 2,0 tot 4,5 (3,0) g en voor vrouwtjes 2,0 tot 4,5 (3,4) g.